# سمندرهای ماری
سمندرهای ماری (نام علمی: Amphiuma) نام یک سرده از راسته سمندرسانان است.

## گونه‌ها
- سمندر ماری سه‌انگشته (Amphiuma tridactylum)
- سمندر ماری دوانگشته (Amphiuma means)
- سمندر ماری تک‌انگشته (Amphiuma pholeter)